# Igreja Ortodoxa Eritreia
Igreja Ortodoxa Eritreia (em tigrínia: ቤተ ክርስትያን ተዋህዶ ኤርትራ) ou Igreja Ortodoxa da Eritreia, oficialmente Igreja Ortodoxa Tewahedo da Eritreia (em tigrínia: ተዋህዶ ቤተ ክርስትያን ኤርትራ; romaniz.: Tewahədo Bet'ə K'rstian Ertra), é uma denominação oriental ortodoxa, Igreja Nacional da Eritreia, que fez parte da Igreja Ortodoxa Etíope Tewahedo até 1993, quando o país se tornou independente da Etiópia.
Em 1994, a Igreja Ortodoxa Copta, que é a Igreja-mãe da Igreja Ortodoxa Etíope, indicou um arcebispo para a Igreja Ortodoxa Eritreia. Esta Igreja nacional obteve também sua autocefalia em 1998, com a consagração do seu primeiro patriarca pelo Papa de Alexandria. Assim sendo, a Igreja eritreia é atualmente uma Igreja autocéfala independente da Igreja Copta Ortodoxa de Alexandria e da Igreja Ortodoxa Etíope Tewahedo.
Uma das poucas Igrejas cristãs pré-coloniais da África subsariana, possui atualmente cerca de 3 milhões de fiéis, sendo assim a maior denominação da Eritreia, com afiliação estimada entre 50% e 63% da população. Atualmente, a Igreja Ortodoxa da Eritreia é governada pelo Santo Sínodo, cuja posição de primazia é atualmente ocupada pelo Patriarca Cirilo. Esta Igreja Oriental Ortodoxa utiliza a língua ge'ez e o rito alexandrino em sua liturgia.
Embora atualmente as Igrejas copta, etíope e eritreia sejam independentes umas das outras, elas estão ainda em comunhão total. Por isso, a Igreja eritreia reconhece a supremacia honorária do Papa copta e, consequentemente, a necessidade de seu patriarca, antes da sua entronização, de receber a aprovação do Sínodo da Igreja Ortodoxa Copta, que é a Igreja-Mãe da Igreja Ortodoxa Eritreia.

## História

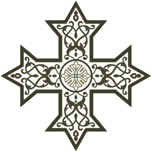
Cruz ortodoxa eritreia.

A história da Igreja Ortodoxa Eritreia está intrinsecamente ligada à história da Igreja Ortodoxa Etíope, que tinha e exercia a jurisdição sobre os ortodoxos eritreus até 1993, começando com a Missão de São Frumêncio e a conversão do Rei Ezana. O território correspondente à atual Eritreia já era parte do Reino de Axum à época da conversão deste mesmo Rei, que levou ao cristianismo à região. Assim como os ortodoxos etíopes, os eritreus estavam sob jurisdição da Igreja copta até 1959, quando foi eleito um Patriarca autocéfalo para a Abissínia.
Com a independência da Eritreia em 1993, o Governo local, interessado em desvincular laços com a Etiópia, peticionou por uma Igreja nacional ao Papa Shenouda III de Alexandria, o que foi concedido em 1998, com a consagração de Abuna Filipe em 7 de maio, um dia depois da Eritreia invadir a região etíope do Tigré, dando início à sangrenta Guerra Etiópia-Eritreia.
Filipe foi aposentado em 2001 por questões de saúde, sendo sucedido pelo curto pontificado de Abuna Jacó, este sucedido pelo Abuna Antônio. Em 2005, após tensões com o Governo eritreu, o abuna foi posto em prisão domiciliar, o que foi seguido por uma deposição formal no ano seguinte, deliberada durante uma reunião secreta do Sínodo da Igreja, após a qual ele foi deixado sem comunicação com o mundo exterior. Em 27 de maio de 2007, o Sínodo elegeu o Abuna Dióscoro, que não foi reconhecido pelo Papa Shenouda III, o que fez desta situação uma violação canônica particular à Igreja da Eritreia. Por este motivo, Dióscoro jamais foi reconhecido pelas Igrejas Orientais Ortodoxas. Antônio permaneceu sendo considerado, pelo resto da Igreja Oriental Ortodoxa, como Abuna da Eritreia, ainda que na prática a Igreja estivesse em situação de sede vacante desde a morte de Dióscoro.

## Patriarca da Eritreia
Em 2024, o Santo Sínodo elegeu o Abuna Basílio, como sexto Patriarca da Igreja Ortodoxa Tewahedo da Eritreia.